# منتخب الدنمارك لكرة الصالات
منتخب الدنمارك الوطني لكرة قدم الصالات (بالدنماركية: Danmarks futsallandshold)‏ هو ممثل الدنمارك الرسمي في المنافسات الدولية في كرة الصالات .